# 691 Lehigh
691 Lehigh eller 1909 JG är en asteroid i huvudbältet, som upptäcktes 11 december 1909 av den amerikanske astronomen Joel Hastings Metcalf i Taunton. Den är uppkallad efter Lehigh University.
Asteroiden har en diameter på ungefär 79 kilometer.